# Arrival (álbum de Journey)
Arrival es un álbum de estudio de la banda estadounidense Journey, lanzado en el año 2001 en Estados Unidos y en el año 2000 en Japón. Es el primer disco de Journey en contar con Steve Augeri como cantante, en reemplazo de Steve Perry. El baterista Deen Castronovo entró a reemplazar a Steve Smith. Alcanzó la posición n.º 56 en la lista Billboard.

## Lista de temas
| N.º | Título                | Escritor(es)                                   | Duración |  |
| 1.  | «Higher Place»        | Jack Blades, Neal Schon, Jonathan Cain         | 5:10     |  |
| 2.  | «All the Way»         | N. Schon, J. Cain, Taylor Rhodes, Steve Augeri | 3:35     |  |
| 3.  | «Signs of Life»       | N. Schon, J. Cain, Elizabeth Cain              | 4:54     |  |
| 4.  | «All the Things»      | N. Schon, J. Cain, Andre Pessis                | 4:24     |  |
| 5.  | «Loved by You»        | J. Cain, Tammy Hyler, Kim Tribble              | 4:03     |  |
| 6.  | «Livin' to Do»        | N. Schon, Matt Schon, J. Cain, Tribble         | 6:25     |  |
| 7.  | «World Gone Wild»     | J. Blades, N. Schon, J. Cain                   | 6:00     |  |
| 8.  | «I Got a Reason»      | J. Blades, N. Schon, J. Cain                   | 4:20     |  |
| 9.  | «With Your Love»      | Schon, J. Cain, E. Cain                        | 4:25     |  |
| 10. | «Lifetime of Dreams»  | N. Schon, J. Cain, Tribble                     | 5:29     |  |
| 11. | «Live and Breathe»    | N. Schon, J. Cain, Augeri                      | 5:15     |  |
| 12. | «Nothin' Comes Close» | N. Schon, J. Cain, Augeri                      | 5:41     |  |
| 13. | «To Be Alive Again»   | J. Cain, Augeri, Tribble, Eric Bazilian        | 4:22     |  |
| 14. | «Kiss Me Softly»      | J. Blades, N. Schon, Augeri                    | 4:48     |  |
| 15. | «We Will Meet Again»  | N. Schon, Augeri, Tribble                      | 5:06     |  |

## Personal
- Steve Augeri - voz
- Neal Schon - guitarra
- Jonathan Cain - teclados
- Ross Valory - bajo
- Deen Castronovo - percusión, batería
- Kevin Shirley - producción, mezcla